# امجد راضی
امجد راضی (عربی: أمجد راضي يوسف الجنابي؛ زادهٔ ۱۵ ژوئیهٔ ۱۹۹۰) یک بازیکن فوتبال اهل عراق است.
از باشگاه‌هایی که در آن بازی کرده‌است می‌توان به نیروی هوایی عراق، اربیل، باشگاه فوتبال الرائد عربستان سعودی، تیم ملی فوتبال زیر ۲۳ سال عراق، و تیم ملی فوتبال عراق اشاره کرد.
وی همچنین در تیم‌های ملی فوتبال Iraq U-23 تیم ملی فوتبال عراق بازی کرده است.